# Eugène François
Eugène François est un homme politique français né le 1er juillet 1842 à Bray-sur-Somme (Somme) et décédé le 10 mars 1906 à Bray-sur-Somme.

## Biographie
Propriétaire agriculteur et brasseur, il est maire de Bray-sur-Somme, révoqué après la crise du 16 mai 1877, mais retrouve ses fonctions au bout de 6 mois. Conseiller général, il est député de la Somme de 1893 à 1902.

## Sources
- « Eugène François », dans le Dictionnaire des parlementaires français (1889-1940), sous la direction de Jean Jolly, PUF, 1960 [détail de l’édition]